# بيرلايت

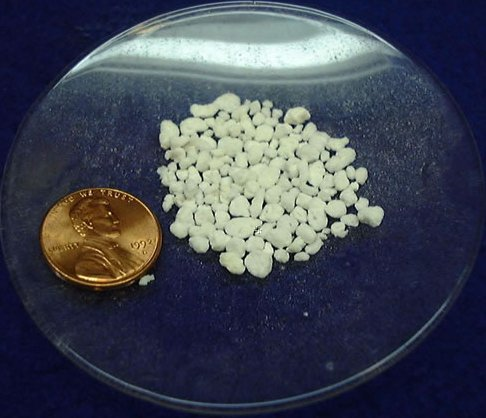
بيرلايت ممتد

البيرلايت عبارة عن حبيبات صغيرة بيضاء رمادية خفيفة مصنوع من الزجاج البركاني ويتراوح قطر حبيباتها من 1,5 - 3 ملم ولها القدرة على الاحتفاظ بالماء بما يعادل 3 -4 مرات قدر وزنها.

## التحاليل النموذجية للبيرلايت
- 70–75% ثنائي أكسيد السليكون: SiO2
- 12–15% أكسيد الألومنيوم: Al2O3
- 3–4% أكسيد الصوديوم: Na2O
- 3–5% أكسيد البوتاسيوم: K2O
- 0.5-2% أكسيد الحديد: Fe2O3
- 0.2–0.7% أكسيد المغنيسيوم: MgO
- 0.5–1.5% أكسيد الكالسيوم: CaO
- 3–5% فقدان الإشعال (كيميائي / ماء مشترك).

## روابط خارجية
- The Perlite Institute
- Mineral Information Institute – perlite
- "That Wonderful Volcanic Popcorn." Popular Mechanics, December 1954, p. 136.
- CDC - NIOSH Pocket Guide to Chemical Hazards